# Rebecca Akufo-Addo
Rebecca Akufo-Addo (de soltera Griffiths-Randolph; 12 de marzo de 1951) es una figura pública ghanesa, actual primera dama de Ghana, casada con el presidente Nana Akufo-Addo.

## Biografía

### Primeros años
Akufo-Addo, nació el 12 de marzo de 1951, como hija Jacob Hackenburg Griffiths-Randolph, juez y portavoz del Parlamento en la Tercera República de Ghana, y Frances Phillipina Griffiths-Randolph. Asistió a la Escuela Primaria Achimota y a Wesley Grammar School en Acra.

### Carrera
Rebecca Akufo-Addo amplió su educación en la Escuela de Secretariado del Gobierno, donde calificó como secretaria. Trabajó en el Merchant Bank en su país natal y luego se mudó al Reino Unido. Se desempeñó como secretaria legal para la firma de abogados Clifford Chance / Ashurst Morris Crisp.

## Primera dama de Ghana

### Fundación Rebecca Akufo-Addo
En 2017 creó Fundación Rebecca Akufo-Addo, una organización no gubernamental dirigida a la mejora de los esfuerzos del gobierno entre las mujeres y los niños ghaneses. En noviembre de 2017, se firmó un acuerdo con la Escuela Experimental del Distrito de Licang en Qingdao, China. Se trataba de un programa de intercambio que permitiría, que cada año que diez estudiantes de ambos países se visitaran. Este fue un movimiento que mejoraría la armonía académica, deportiva y cultural entre los estudiantes de ambas naciones.
En octubre de 2018, la Fundación  lanzó el proyecto ''Learning to read, reading to learn". El mismo tenía el objetivo de inculcar una cultura de aprendizaje en los niños para mejorar la alfabetización a través de la lectura. Algunas de las iniciativas del proyecto fueron construir bibliotecas en todo el país e introducir programas escolares y amigables para los niños para que los niños aprendan a leer. En septiembre de 2019, Akufo-Addo hizo un llamado, en la Asamblea General de las Naciones Unidas, al empoderamiento de las mujeres.

## Vida personal
Es miembro fundadora y presidenta de la organización benéfica, Infanta Malaria Prevention Foundation, fundada en 2005, para apoyar el esfuerzo nacional para prevenir las infecciones de malaria en bebés y niños pequeños. Rebecca y Nana Addo Dankwa Akufo-Addo contrajeron matrimonio en 1997 celebraron su vigésimo aniversario. Tienen cinco hijas y cinco nietos. Es miembro de la Iglesia Accra Ridge.